# Морозов, Николай Иванович
Николай Иванович Морозов (1904—1965) — советский военный деятель, контр-адмирал.

## Биография
Родился 17 октября 1904 года в городе Луга Санкт-Петербургской губернии ныне Ленинградской области. По национальности русский, член ВКП(б) с 1926 года.
На службе В РККФ с 1922 года. С 1922 по 1926 проходил срочную службу на кораблях Морских сил Черного моря, в 1928 году окончил Военно-морское политическое училище им. Рошаля. В 1931 году окончил параллельные классы при Военно-морском училище им. Фрунзе. После училища с 1931 по 1933 годы занимал должность командира БЧ-3 лодки «Большевик», и одновременно проходил учебу в минном секторе Специальных курсов командного состава ВМС РККА, которые успешно окончил в 1932 году. С 1932 по 1933 годы продолжал службу в качестве командира на боевых лодках «Л-1» в 1932 году, «Марксист» с 1932 по 1933, и «Щ-104» с 1933 по 1934. До поступления на курсы служил помощником командира подводной лодки «Щ-113».
В 1935 году окончил Курсы командного состава при Учебном отряде подводного плавания им. Кирова. После курсов занимал должность помощника командира подводной лодки «Л-55», с декабря 1935 по апрель 1936 года командир лодки «М-74», с апреля 1936 по январь 1938 года командовал лодкой «М-72». В 1938 окончил Курсы усовершенствования начальствующего состава при Военно-морской академии им. Ворошилова. С января 1938 — командир 23-го дивизиона ПЛ КБФ, в этой должности участвует в Советско-финской войне. Выходил в боевые походы на лодках своего дивизиона. В феврале 1941 года был переведен на Северный флот на должность командира 4-го дивизиона подводных лодок Северного флота, где в качестве обеспечивающего участвует в 23-х боевых походах.

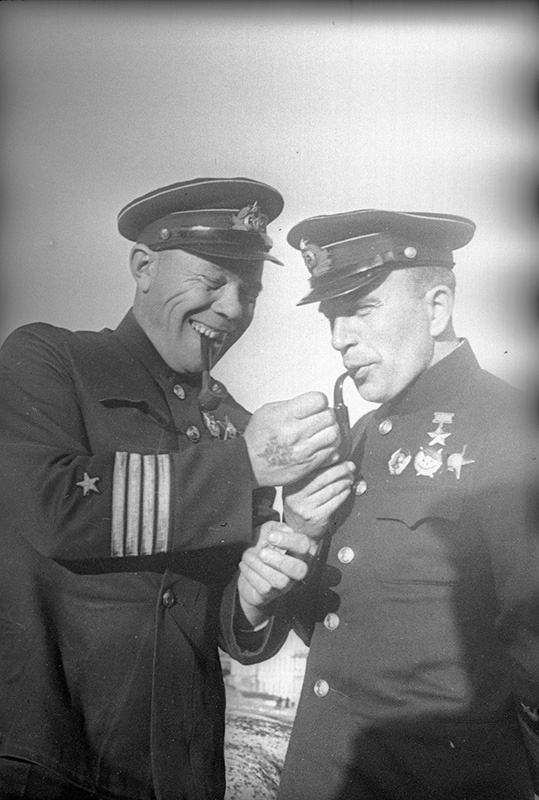
Николай Морозов (слева) и Иван Колышкин в Мурманске, 1942 год

В июле 1944 года был переведен на Черноморский флот на должность командира отдельного учебного дивизиона подводных лодок Черноморского флота, занимал эту должность Николай Морозов до июля 1945 года. С июля 1945 по март 1946 года — командир бригады ПЛ КБФ. С 1946 по 1948 — командир 5-го дивизиона 2-й бригады ПЛ Северо-Балтийского флота. С 1948 по 1953 годы командовал дивизионом строящихся подводных лодок. 3 ноября 1951 Морозову было присвоено звание Контр-адмирал. С 1953 по 1955 годы — командир 156-й бригады 17-й дивизии ПЛ 8-го ВМФ.
С 1955 года — на преподавательской работе. До 1957 года был начальником факультета командиров кораблей (подводного) Высших специальных классов офицерского состава ВМФ. С 1957 по 1960 годы — командир Учебного отряда подводного плавания им. Кирова. С сентября 1960 — в запасе.
Умер в Ленинграде в 1965 году. Похоронен на Богословском кладбище в Ленинграде.